# Bente Nordby
Bente Nordby (Gjøvik, 23 de julho de 1974) é uma ex-futebolista norueguesa que atuava como goleira, campeã olímpica.

## Carreira
Foi medalhista olímpica de bronze pela seleção de seu país em 1996.